# 壮体鮡
壮体鮡（学名：Pareuchiloglanis robustus）为輻鰭魚綱鯰形目鮡科鮡属的鱼类。在中国，分布于四川泯江水系等，常生活于多砾石砂底以及水流湍急的河流底层。该物种的模式产地在四川雅安。